# Justin Kan

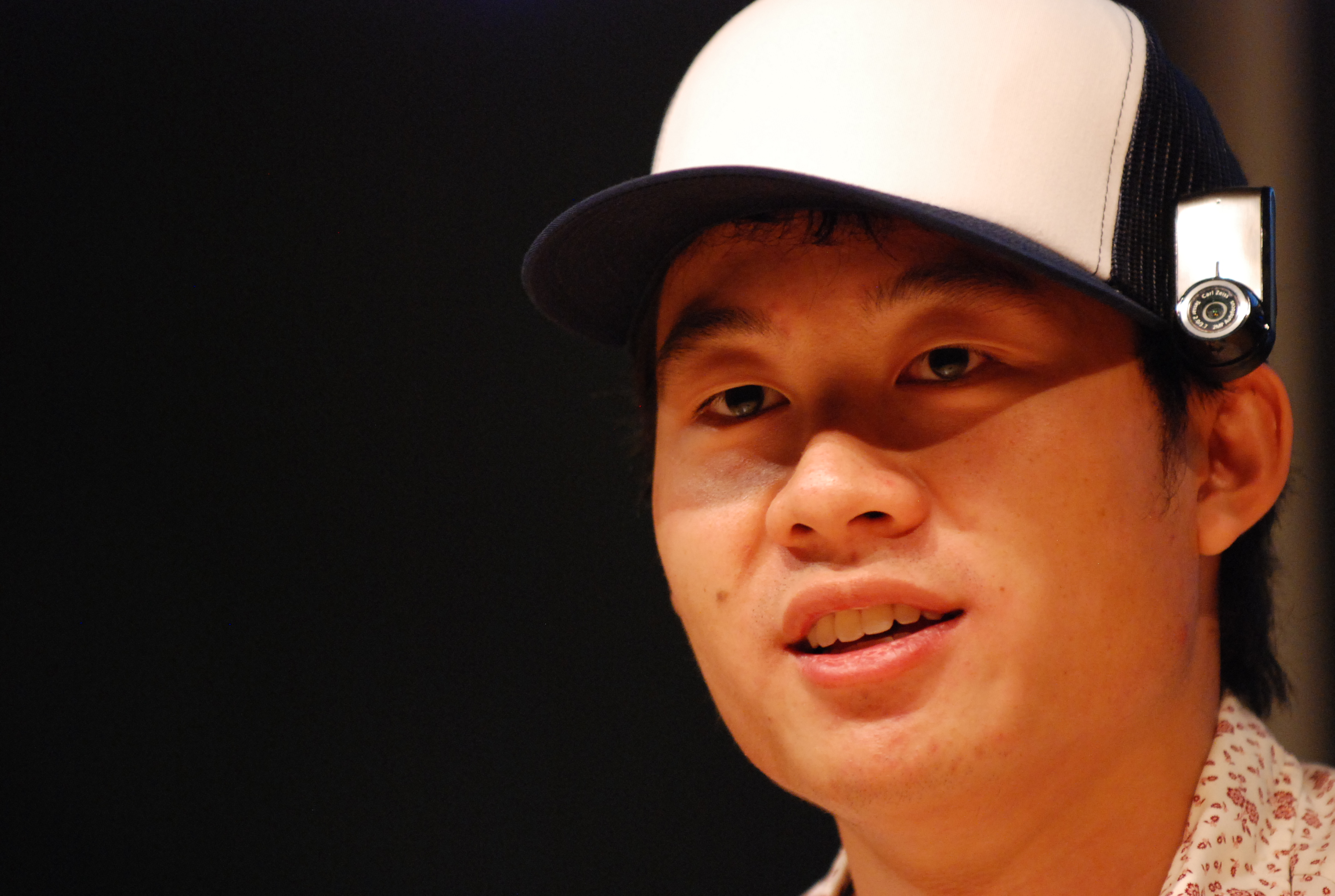
Justin Kan

Justin Kan (* 16. Juli 1983) ist ein US-amerikanischer Internet-Unternehmer und Investor.

## Leben
Er hat das Law-Tech-Unternehmen Atrium mitgegründet, wo er als CEO tätig war. Er ist Mitgründer der Live-Video-Plattformen Justin.tv, Twitch, Socialcam und Fractal.
Er war früher Partner beim Silicon Valley-Inkubator Y Combinator.
Kan studierte an der Yale University.